# Trichonotulus frankkochi
Trichonotulus frankkochi är en skalbaggsart som beskrevs av Bordat 1995. Trichonotulus frankkochi ingår i släktet Trichonotulus och familjen Aphodiidae. Inga underarter finns listade i Catalogue of Life.